# ملعب بنما الوطني
ملعب بنما الوطني هو ملعب متعدد الاستخدام يقع في بنما عاصمة بنما . غالبا ما يتم استخدامه لمباريات كرة القدم . يسع الملعب لجلوس 27 ألف متفرج . يعتبر الملعب الرسمي الذي يخوض فيه منتخب بنما مبارياته الدولية . تم افتتاح الملعب في سنة 1999 .